# ليون بارنيت
ليون بارنيت (بالإنجليزية: Leon Barnett)‏ (30 نوفمبر 1985 بلوتن في المملكة المتحدة - ) هو لاعب كرة قدم بريطاني في مركز الدفاع. لعب مع كارديف سيتي وكوفنتري سيتي ونادي لوتون تاون ونورويتش سيتي ووست بروميتش ألبيون وويغان أتلتيك وAylesbury United F.C. ‏.
أسس نفسه في فريق لوتون تاون وخاض 70 مباراة، وفي عام 2007 قام بالتوقيع مع وست بروميتش ألبيون مقابل 2.5 مليون جنيه إسترليني. استطاع في أول موسم له من مساعدة النادي في الفوز بالدوري.

## وصلات خارجية
- ليون بارنيت على موقع قاعدة بيانات كرة القدم.إي يو (الإنجليزية)
- ليون بارنيت على موقع Soccerbase.com (لاعب) (الإنجليزية)
- ليون بارنيت على موقع Soccerway.com (الإنجليزية)
- ليون بارنيت على موقع عالم كرة القدم.نت (الإنجليزية)
- ليون بارنيت على موقع AS.com (الإسبانية)